# 2527 Грегорі
2527 Ґреґорі (2527 Gregory) — астероїд головного поясу, відкритий 3 вересня 1981 року.
Тіссеранів параметр щодо Юпітера — 3,462.